# Zero Gravity Corporation
A Zero Gravity Corporation (também conhecida como Zero-G) é uma empresa americana baseada em Exploration Park, Flórida, anteriormente de Fort Lauderdale, Flórida, que opera voos em gravidade zero a partir de aeroportos dos Estados Unidos. A Zero-G é regulamentada sob a Parte 121 dos regulamentos da FAA. A Zero-G é operada pela Everts Air Cargo, que detém o certificado 121.

## História
Fundada pelo empresário Peter Diamandis, o astronauta Byron K. Lichtenberg e o engenheiro da NASA Ray Cronise, a empresa opera voos em gravidade zero desde 2004. Mais de 15 mil pessoas foram clientes até novembro de 2017. Diversos passageiros notáveis estiveram em voos em gravidade zero operados pela empresa, incluindo Penn Jillette e Teller, Martha Stewart, Burt Rutan, Buzz Aldrin, Casey Neistat, John Carmack e Tony Hawk. O físico teórico Stephen Hawking também completou um voo encurtado em 26 de abril de 2007.
Em abril de 2006, a Zero-G tornou-se a primeira empresa comercial a ganhar permissão do Kennedy Space Center para usar sua pista de pouso e instalações do ônibus espacial.
Em 21 de abril de 2007, começou voos regulares de Las Vegas, Nevada para o público geral a preços de bilhetes de US$ 3.675.  
Em março de 2008, a empresa foi adquirida pela Space Adventures.
Em 20 de abril de 2011, uma Aprovação de Segurança foi concedida à Zero-G pela FAA que permite à empresa "...oferecer voos parabólicos de gravidade reduzida para operadores prospectivos de lançamentos suborbitais para atender os componentes aplicáveis dos requisitos de qualificação e treinamento de tripulação descritos no Código de Regulamentações Federais (14 C.F.R., Seção 460.5)."

## Experiência de voo
2022, o preço de um voo para um único passageiro começa em US$ 8 200.A única Experiência de Casamentos em Gravidade Zero também está incluída na lista de serviços Noah e Erin Fulmor foram o primeiro casal a se casar em gravidade zero.

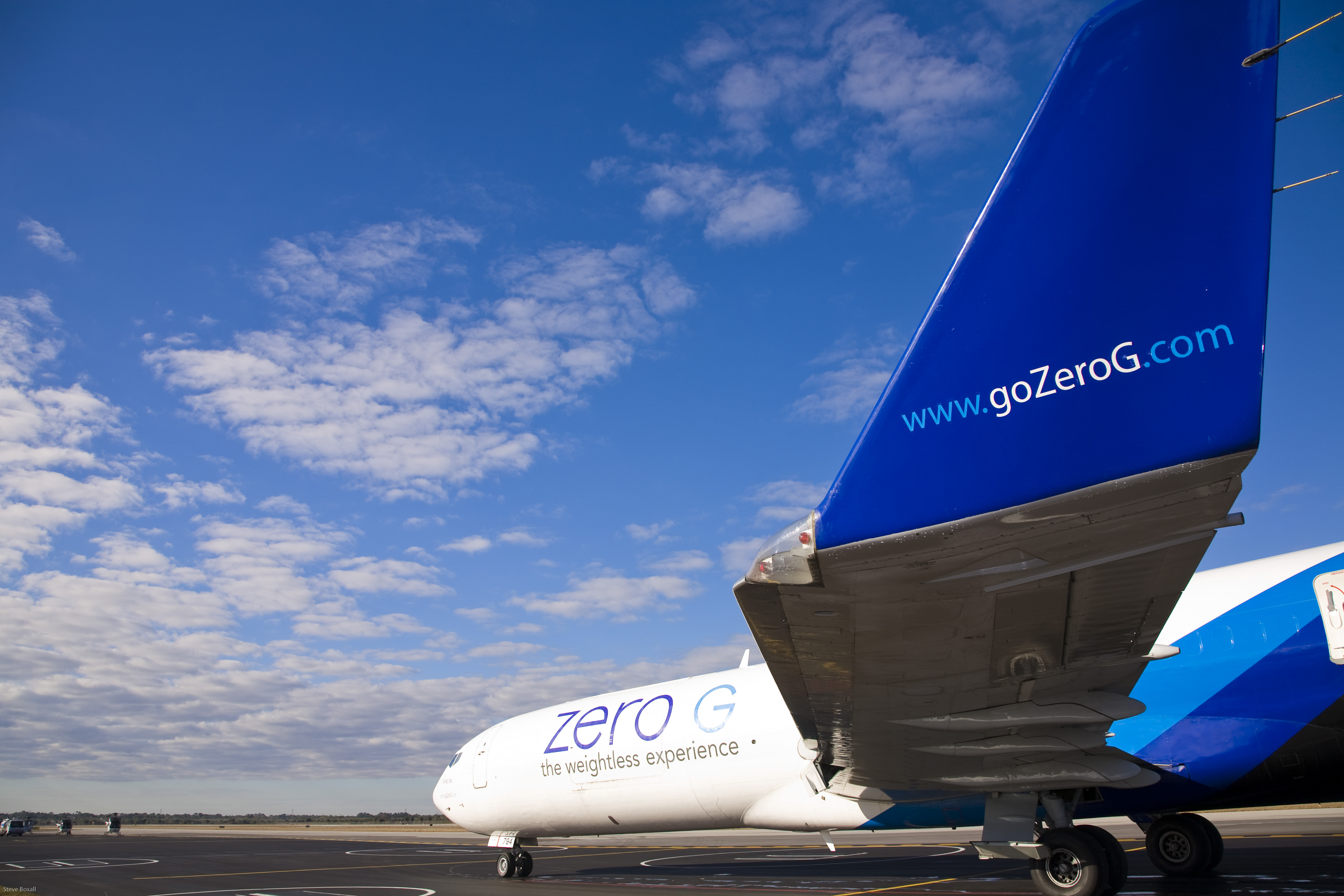
Aeronave "G-FORCE ONE" da Zero Gravity

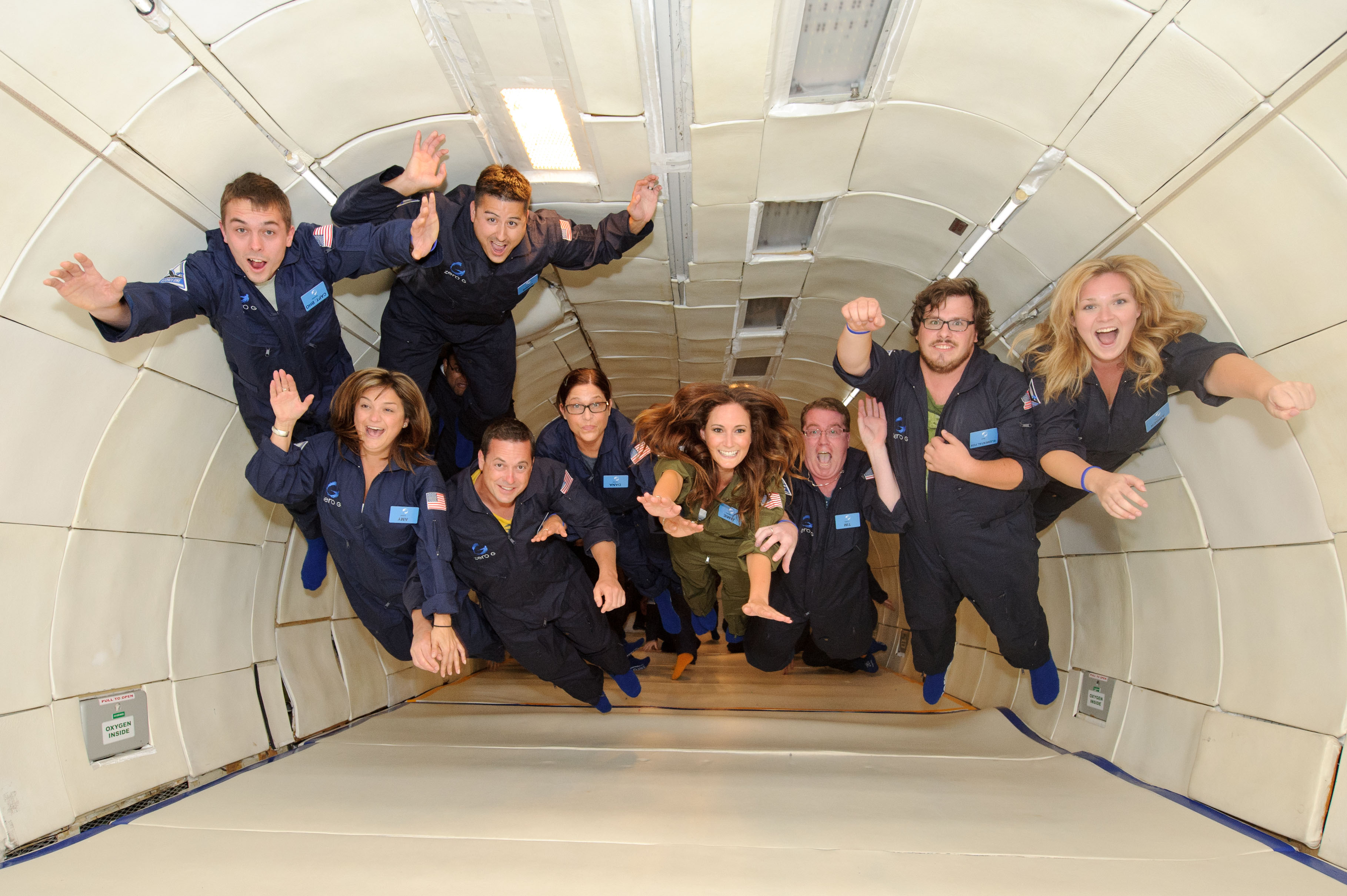
Pessoas na aeronave de gravidade reduzida

Os passageiros passam por uma breve sessão de treinamento antes de embarcar. Um voo dura 90 a 100 minutos, e consiste em quinze parábolas, cada uma das quais simula cerca de 30 segundos de gravidade reduzida: uma que simula a gravidade marciana (um terço da Terra), duas que simulam a gravidade lunar (um sexto da Terra) e 12 que simulam a imponderabilidade. Cada parábola começa com a aeronave subindo em um ângulo de 45 graus a aproximadamente 23 000 ft (0 m), atinge o pico em 32 000 ft (0 m) e termina com a aeronave apontada para baixo em um ângulo de 30 graus.

## Frota
A empresa possui e opera um Boeing 727-227F Advanced, registro N794AJ, apelidado de "G-FORCE ONE". Eles voam arcos parabólicos similares aos do KC-135 da NASA, aeronave de gravidade reduzida.
O programa de pesquisa Weightless Lab da Zero-G fornece acesso a ambientes de baixa gravidade para desenvolvimento tecnológico, que foram usados em pesquisa biomédica e farmacêutica, física de fluidos e fundamental, ciência de materiais, engenharia aeroespacial, hardware de exploração espacial e habitação espacial humana. 

## Voos de pesquisa para a NASA
A NASA tem um contrato de serviços de microgravidade com a Zero-G, que forneceu os primeiros voos sob este contrato em 9 e 10 de setembro de 2008. O tempo de voo do Ellington Field perto do Johnson Space Center foi fornecido para a Plataforma de Experimentos Espaciais FASTRACK. Os voos foram financiados pelo Programa de Capacidades e Ativos Estratégicos da NASA.